# Sonido direccional
El sonido direccional es un sonido producido por dispositivos que hacen que se propague menos que la mayoría de los altavoces (pequeños) tradicionales.

## Principio
La directividad de cualquier fuente, como máximo, corresponde al tamaño de la fuente en relación con las longitudes de onda que genera: cuanto mayor es la fuente en relación con la longitud de onda de las ondas sonoras, más direccional es el haz. El método de transducción específico no tiene impacto en la directividad del campo sonoro resultante; El análisis se basa únicamente en la función de apertura de la fuente, según el Principio de Fresnel - Huygens.
Los dispositivos ultrasónicos logran una alta directividad modulando el sonido audible con ultrasonidos de alta frecuencia. Las ondas sonoras de alta frecuencia tienen una longitud de onda más corta. Por esta razón, la directividad resultante de estos dispositivos es mucho mayor de lo que es físicamente posible con cualquier sistema de altavoces.

## Matrices de altavoces

El sonido proveniente de una red se propaga menos que el sonido proveniente de una fuente puntual, según el Principio de Fresnel - Huygens aplicado a la difracción.

Si bien un altavoz grande es naturalmente más direccional debido a su gran tamaño, se puede crear una fuente con directividad equivalente utilizando una serie de pequeños altavoces tradicionales, todos conectados en fase. Acústicamente equivalente a un altavoz grande, esto crea un tamaño de fuente más grande en relación con la longitud de onda, y el campo sonoro resultante se estrecha en comparación con un solo altavoz pequeño. Se han utilizado grandes conjuntos de altavoces en cientos de sistemas de sonido de estadios para atenuar el ruido que normalmente se propagaría a espacios adyacentes, así como en aplicaciones limitadas en otras aplicaciones donde es útil cierto grado de directividad, como museos o aplicaciones de exhibición similares que pueden tolerar Grandes dimensiones del altavoz.
Los conjuntos de altavoces tradicionales se pueden fabricar en cualquier forma o tamaño, pero una dimensión física pequeña (en relación con la longitud de onda) sacrificará inherentemente la directividad en esa dimensión. Cuanto más grande es el conjunto de altavoces, más direccional es y cuanto más pequeño es el tamaño del conjunto de altavoces, menos direccional es. Esta es una física fundamental que no se puede eludir, ni siquiera utilizando sistemas Phased Arrays u otros métodos de procesamiento de señales. De hecho, el modelo de directividad de cualquier fuente de onda es la transformada de Fourier de la función fuente. Sin embargo, el diseño en fase es a veces útil para la dirección del haz o la atenuación de los lóbulos laterales, pero hacer estos compromisos necesariamente reduce la directividad.
Acústicamente, los conjuntos de altavoces son esencialmente los mismos que los domos de sonido, que también han estado disponibles durante décadas; el tamaño de la abertura de la cúpula imita las propiedades acústicas de un altavoz grande del mismo diámetro (o, de manera equivalente, una gran variedad de altavoces del mismo diámetro). Los domos, sin embargo, tienden a pesar mucho menos que los juegos de altavoces comparables (15 libras frente a 37 libras, según los sitios web de los fabricantes) y son mucho menos costosos.
Otros tipos de paneles de altavoces grandes, como los altavoces electrostáticos, tienden a ser más direccionales que los altavoces pequeños, por las mismas razones mencionadas anteriormente; son un poco más direccionales sólo porque tienden a ser físicamente más grandes que la mayoría de los parlantes comunes. Asimismo, un altavoz electrostático del tamaño de un altavoz tradicional pequeño no sería direccional.
La directividad para diferentes tamaños y formas de fuentes se proporciona en La directividad es sólo una función del tamaño y la forma de la fuente, no del tipo específico de transductor utilizado.

## Fabricantes
- Metronia

## Cultura popular
- El misterio de la Momia de la serie Los tres investigadores, un altavoz direccional provoca el fenómeno del susurro de la momia.